# King Caesar

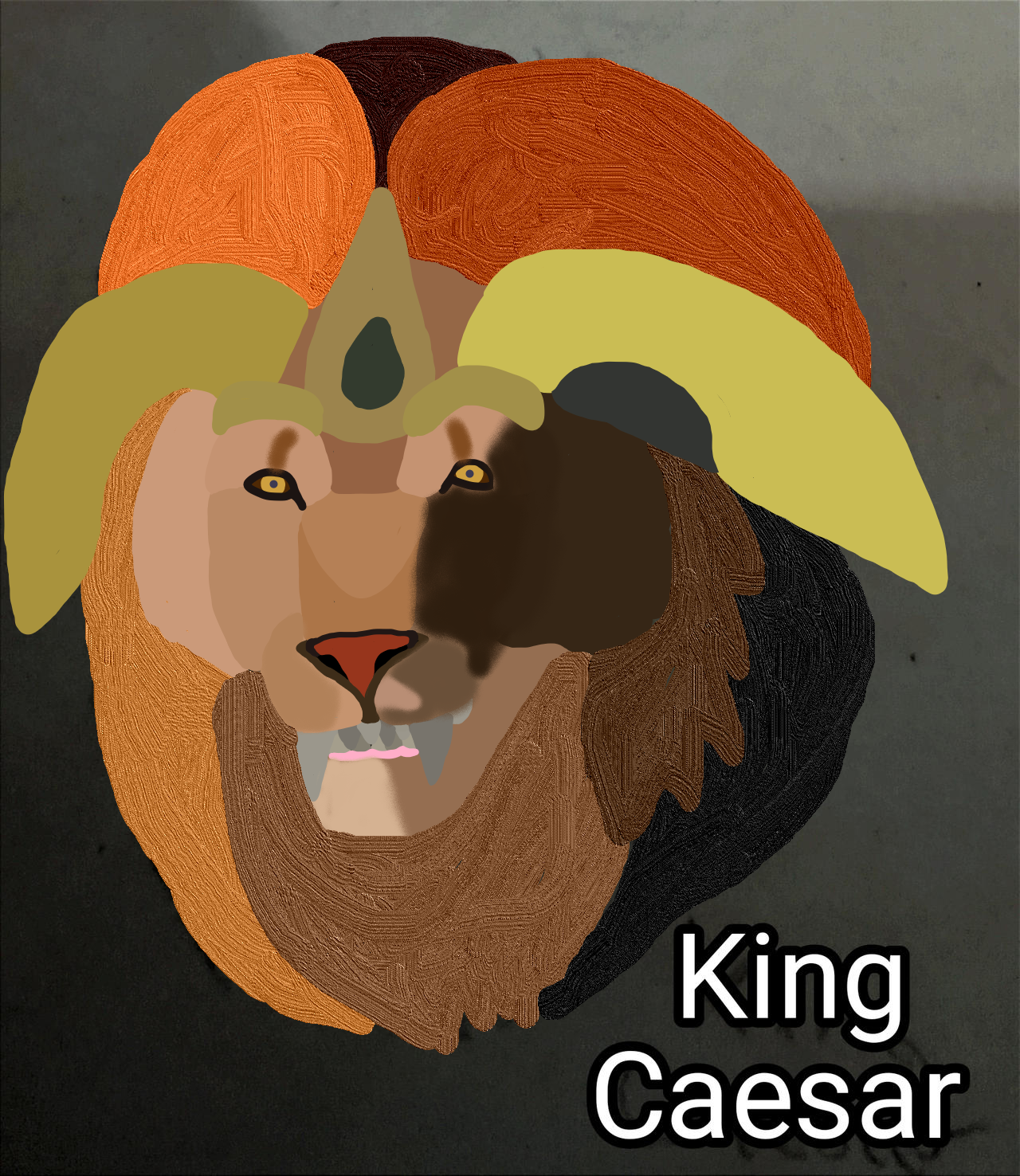
King Caesar fanArt.

King Caesar(キングシーサー, Kingu Shisa), é um Shisa fictício criado pelos estúdios Toho.
Ele possui 50-100 metros de altura e pesa 30,000-50,000 toneladas em sua primeira aparição, no caso, o filme Godzilla vs. Mechagodzilla de 1974.